# Internationaux de Strasbourg
Internationaux de Strasbourg — міжнародний жіночий професійний тенісний турнір. Проводиться з 1987 року на відкритих ґрунтових кортах у французькому місті Страсбург. Від 2009 року належав до міжнародної серії WTA з призовим фондом 250 тисяч доларів і турнірною сіткою, розрахованою на 32 учасниці в одиночному розряді і 16 пар. З 2024 року — турнір WTA 500

## Загальна інформація
Страсбурзьке змагання жіночого про-туру створено напередодні 1987 року, як частину серії ґрунтових турнірів, що передують Відкритому чемпіонату Франції. Згодом турнір закріпився на ігровому тижні перед початком основної сітки Roland Garros і протягом декількох десятиліть був єдиним регулярним чемпіонатом що проводився в ці терміни.
Переможниці та фіналістки
У перше десятиліття XXI століття двом тенісисткам вдавалося по тричі виграти турнір в Страсбурзі в одиночному розряді. Першою була Сільвія Фаріна-Еліа, яка брала гору в 2001 - 2003 роках, а потім у 2005, 2007 і 2008 роках її успіх повторила Анабель Медіна-Гаррігес. 2016 року іспанка виграла турнір ще й у парному розряді. Триразовою переможницею турніру також була Ліндсі Девенпорт, яка двічі вигравала його в одиночному розряді і один раз у парі з Мері-Джо Фернандес. Фарина-Еліа теж один раз (2001 року) вигравала Страсбурзький турнір в парному розряді і є, таким чином, одноосібною лідеркою за загальною кількістю перемог на цьому турнірі (чотири).
Крім Девенпорт, серед переможниць Страсбурзького турніру в одиночному розряді ще дві колишні перші ракетки світу: Штеффі Граф і Дженніфер Капріаті.

## Переможниці та фіналістки

### Одиночний розряд
| 1987               | Карлінг Бассетт-Сегусо  | Сандра Чеккіні         | 6-3, 6-4                     |
| 1988               | Сандра Чеккіні          | Юдіт Віснер            | 6-3, 6-0                     |
| 1989               | Яна Новотна             | Патрісія Тарабіні      | 6-1, 6-2                     |
| 1990               | Мерседес Пас            | Анн Гроссман           | 6-2, 6-3                     |
| 1991               | Радка Зрубакова         | Рейчел Макквіллан      | 7-6, 7-6                     |
| 1992               | Юдіт Віснер             | Наоко Савамацу         | 6-1, 6-3                     |
| 1993               | Наоко Савамацу          | Юдіт Віснер            | 4-6, 6-1, 6-3                |
| 1994               | Мері Джо Фернандес      | Габріела Сабатіні      | 2-6, 6-4, 6-0                |
| 1995               | Ліндсі Девенпорт        | Кіміко Дате            | 3-6, 6-1, 6-2                |
| 1996               | Ліндсі Девенпорт        | Барбара Паулюс         | 6-3, 7-6                     |
| 1997               | Штеффі Граф             | Мір'яна Лучич          | 6-2, 7-5                     |
| 1998               | Іріна Спирля            | Жулі Алар-Декюжі       | 7-6(5), 6-3                  |
| 1999               | Дженніфер Капріаті      | Олена Лиховцева        | 6-1, 6-3                     |
| 2000               | Сільвія Талая           | Ріта Куті-Кіш          | 7-5, 4-6, 6-3                |
| 2001               | Сільвія Фаріна Елія     | Анке Губер             | 7-5, 0-6, 6-4                |
| 2002               | Сільвія Фаріна Елія     | Єлена Докич            | 6-4, 3-6, 6-3                |
| 2003               | Сільвія Фаріна Елія     | Кароліна Шпрем         | 6-3, 4-6, 6-4                |
| 2004               | Клодін Шоль             | Ліндсі Девенпорт       | 2-6, 6-0, 6-3                |
| 2005               | Анабель Медіна Ґарріґес | Марта Домаховська      | 6-4, 6-3                     |
| 2006               | Ніколь Вайдішова        | Пен Шуай               | 7-6(7), 6-3                  |
| 2007               | Анабель Медіна Ґарріґес | Амелі Моресмо          | 6-4, 4-6, 6-4                |
| 2008               | Анабель Медіна Ґарріґес | Катарина Среботнік     | 4-6, 7-6(4), 6-0             |
| 2009               | Араван Резаї            | Луціє Градецька        | 7–6(2), 6–1                  |
| 2010               | Марія Шарапова          | Крістіна Барруа        | 7–5, 6–1                     |
| 2011               | Андреа Петкович         | Маріон Бартолі         | 6–4, 1–0 ret.                |
| 2012               | Франческа Ск'явоне      | Алізе Корне            | 6–4, 6–4                     |
| 2013               | Алізе Корне             | Луціє Градецька        | 7–6(4), 6–0                  |
| 2014               | Моніка Пуїг             | Сільвія Солер Еспіноса | 6–4, 6–3                     |
| 2015               | Саманта Стосур          | Крістіна Младенович    | 3–6, 6–2, 6–3                |
| 2016               | Каролін Гарсія          | Мір'яна Лучич-Бароні   | 6–4, 6–1                     |
| 2017               | Саманта Стосур (2)      | Дарія Гаврилова        | 5–7, 6–4, 6–3                |
| 2018               | Анастасія Павлюченкова  | Домініка Цібулкова     | 6–7(5–7), 7–6(7–3), 7–6(8–6) |
| 2019               | Даяна Ястремська        | Каролін Гарсія         | 6–4, 5–7, 7–6(7–3)           |
| 2020               | Еліна Світоліна         | Олена Рибакіна         | 6–4, 1–6, 6–2                |
| 2021               | Барбора Крейчикова      | Сорана Кирстя          | 6–3, 6–3                     |
| 2022               | Анджелік Кербер         | Кайя Юван              | 7–6(7–5), 6–7(0–7), 7–6(7–5) |
| 2023               | Еліна Світоліна (2)     | Анна Блинкова          | 6–2, 6–3                     |
| ↓ Турнір WTA 500 ↓ |                         |                        |                              |
| 2024               | Медісон Кіз             | Даніель Коллінз        | 6–1, 6–2                     |
| 2025               | Олена Рибакіна          | Людмила Самсонова      | 6–1, 6–7(2–7), 6–1           |

### Парний розряд
| 1987               | Яна Новотна Катрін Сюїр                        | Кетлін Горват Марселла Мескер               | 6–0, 6–2              |
| 1988               | Манон Боллеграф Ніколь Провіс                  | Дженні Бернел Дженін Томпсон                | 7–5, 6–7(11), 6–3     |
| 1989               | Мерседес Пас Юдіт Віснер                       | Ліз Грегорі Гретхен Магерс                  | 6–3, 6–3              |
| 1990               | Ніколь Провіс (2) Елна Райнах                  | Кеті Джордан Елізабет Смайлі                | 6–1, 6–4              |
| 1991               | Лорі Макнейл Стефані Реє                       | Манон Боллеграф Мерседес Пас                | 6–7(2), 6–4, 6–4      |
| 1992               | Петті Фендік Андреа Стрнадова                  | Лорі Макнейл Мерседес Пас                   | 6–3, 6–4              |
| 1993               | Шон Стаффорд Андреа Темешварі                  | Джил Гетерінгтон Кейті Ріналді              | 6–7(5), 6–3, 6–4      |
| 1994               | Лорі Макнейл (2) Ренне Стаббс                  | Патрісія Тарабіні Каролін Віс               | 6–3, 3–6, 6–2         |
| 1995               | Ліндсі Девенпорт Мері Джо Фернандес            | Сабін Аппельманс Міріам Ореманс             | 6–2, 6–3              |
| 1996               | Яюк Басукі Ніколь Провіс (2)                   | Маріанн Вердел-Вітмеєр Тамі Вітлінгер Джонс | 5–7, 6–4, 6–4         |
| 1997               | Гелена Сукова Наташа Звєрєва                   | Олена Лиховцева Аї Сугіяма                  | 6–1, 6–1              |
| 1998               | Александра Фусаї Наталі Тозья                  | Яюк Басукі Каролін Віс                      | 6–4, 6–3              |
| 1999               | Олена Лиховцева Аї Сугіяма                     | Александра Фусаї Наталі Тозья               | 2–6, 7–6(6), 6–1      |
| 2000               | Соня Джеязелан Флоренсія Лабат                 | Кім Грант Марія Венто                       | 6–4, 6–3              |
| 2001               | Сільвія Фаріна Елія Ірода Тульяганова          | Аманда Кетцер Лорі Макнейл                  | 6–1, 7–6(0)           |
| 2002               | Дженніфер Гопкінс Єлена Костанич               | Каролін Денен Мая Метевжич                  | 0–6, 6–4, 6–4         |
| 2003               | Соня Джеязелан (2) Мая Матевжич                | Лора Гренвілл Єлене Костанич                | 6–4, 6–4              |
| 2004               | Ліза Макші Мілагрос Секера                     | Тіна Кріжан Катарина Среботнік              | 6–4, 6–1              |
| 2005               | Роза Марія Андрес Родрігес Андреа Ерітт-Ванк   | Марта Домаховська Марлін Вейнгертнер        | 6–3, 6–1              |
| 2006               | Лізель Губер Мартіна Навратілова               | Мартіна Мюллер Андрея Ванц                  | 6–2, 7–6(1)           |
| 2007               | Янь Цзи Чжен Цзє                               | Алісія Молік Сунь Тяньтянь                  | 6–3, 6–4              |
| 2008               | Тетяна Перебийніс Янь Цзи (2)                  | Чжань Юнжань Чжуан Цзяжун                   | 6–4, 6–7(3), [10–6]   |
| 2009               | Наталі Деші Мара Сантанджело                   | Клер Фоєрстен Стефані Форец                 | 6–0, 6–1              |
| 2010               | Алізе Корне Ваня Кінґ                          | Алла Кудрявцева Анастасія Родіонова         | 3–6, 6–4, [10–7]      |
| 2011               | Акгул Аманмурадова Чжуан Цзяжун                | Наталі Грандін Владіміра Углірова           | 6–4, 5–7, [10–2]      |
| 2012               | Ольга Говорцова Клаудія Янс-Ігнацік            | Наталі Грандін Владіміра Углірова           | 6–7(4–7), 6–3, [10–3] |
| 2013               | Кіміко Дате-Крумм Шанелль Схеперс              | Кара Блек Марина Еракович                   | 6–4, 3–6, [14–12]     |
| 2014               | Ешлі Барті Кейсі Деллаква                      | Татяна Буа Даніела Секель                   | 4–6, 7–5, [10–4]      |
| 2015               | Чжуан Цзяжун (2) Лян Чень                      | Надія Кіченок Чжен Сайсай                   | 4–6, 6–4, [12–10]     |
| 2016               | Анабель Медіна Ґарріґес Арантча Парра Сантонха | Марія Ірігоєн Лян Чень                      | 6–2, 6–0              |
| 2017               | Ешлі Барті (2) Кейсі Деллаква (2)              | Чжань Хаоцін Чжань Юнжань                   | 6–4, 6–2              |
| 2018               | Міхаела Бузернеску Ралука Олару (2)            | Надія Кіченок Орина Родіонова               | 7–5, 7–5              |
| 2019               | Дарія Гаврилова Еллен Перес                    | Дуань Інін Хань Сіньюнь                     | 6–4, 6–3              |
| 2020               | Ніколь Меліхар Демі Схюрс                      | Гейлі Картер Луїза Стефані                  | 6–4, 6–3              |
| 2021               | Алекса Гуарачі Дезіре Кравчик                  | Ніномія Макото Ян Чжаосюань                 | 6–2, 6–3              |
| 2022               | Ніколь Меліхар (2) Дар'я Гаврилова (2)         | Луціє Градецька Саня Мірза                  | 5–7, 7–5, [10–6]      |
| 2023               | Сюй Їфань Ян Чжаосюань                         | Дезіре Кравчик Джуліана Ольмос              | 6–3, 6–2              |
| ↓ Турнір WTA 500 ↓ |                                                |                                             |                       |
| 2024               | Крістіна Букса Моніка Нікулеску                | Ейжа Мугаммад Алділа Сутдж'яді              | 3–6, 6–4, [10–6]      |
| 2025               | Тімеа Бабош Луїза Стефані                      | Ґо Ханю Ніколь Меліхар                      | 6–3, 6–7(3–7), [10–7] |